# Barycnemis linearis
Barycnemis linearis är en stekelart som beskrevs av William Harris Ashmead 1895. Barycnemis linearis ingår i släktet Barycnemis och familjen brokparasitsteklar. Arten är reproducerande i Sverige. Inga underarter finns listade.